# Kenneth Clark
Kenneth Mackenzie Clark (13. července 1903 Londýn – 21. května 1983 Hythe) byl anglický historik umění. Byl odborníkem především na italské renesanční umění a Leonarda da Vinciho. Od 50. do 70. let uváděl v televizi BBC i na soukromých televizích řadu pořadů o umění, z nichž nejznámější byl seriál Civilizace v roce 1969. Byl ředitelem Ashmolean Museum v Oxfordu a Národní galerie. Během dvanácti let jeho vedení se tato galerie proměnila v instituci přitažlivou pro širší veřejnost. Byl též profesorem výtvarného umění na Oxfordské univerzitě. Kromě mnoha jiných poct byl povýšen do rytířského stavu v neobvykle nízkém věku 35 let a o tři desetiletí později byl jmenován doživotním peerem.